# ФК „Паламара“ (Венец)
ФК „Паламара“ е български футболен отбор от село Венец, Шуменско.
Основан е през 2004 г. и играе с жълто-черен и резервен зелено-бял екип. Състезава се в А ОФГ на Шумен. През сезон 2009-2010 г. завършва на 7-о място.

## Сезони

### 2009/10
- Зенит (Памукчии) – Паламара (Венец) – 0:0 (I кръг)
- Паламара (Венец) – Звезда (Студеница) – 0:0 (II кръг)
- Републиканец (Енево) – Паламара (Венец) -1- (III кръг)
- Паламара (Венец) – Никола Козлево 2004 (Н.Козлево) – 3:2 (IV кръг)
- Шаллъ-Ясен 2007 (Ясенково) – Паламара (Венец) – (V кръг)
- Паламара (Венец) – почива (VI кръг)
- Паламара (Венец) – Победа (Пристое) – 0:1 (VII кръг)
- Космос (Браничево) – Паламара (Венец) – 0:7 (VIII кръг)
- Паламара (Венец) – Сокол (Каравелово) 5-0 (IX кръг)
- Кабиюк (Коньовец) – Паламара (Венец) 0-2 (X кръг)
- Паламара (Венец) – Локомотив 2008 (Каспичан) 3-1 (XI кръг)
- Стан (Стан) – Паламара (Венец) -1- (XII кръг)
- Паламара (Венец) – Лудогорец (Каолиново) 1- 0(XIII кръг)
- Паламара (Венец) – Зенит (Памукчии) – (XIV кръг)
- Звезда (Студеница) – Паламара (Венец) (XV кръг)
- Паламара (Венец) – Републиканец (Енево) (XVI кръг)
- Никола Козлево 2004 (Н.Козлево) – Паламара (Венец) (XVII кръг)
- Паламара (Венец) – Шаллъ-Ясен 2007 (Ясенково) (XVIII кръг)
- Паламара (Венец) – почива (XIX кръг)
- Победа (Пристое) – Паламара (Венец) (XX кръг)
- Паламара (Венец) – Космос (Браничево) (XXI кръг)
- Сокол (Каравелово) – Паламара (Венец) (XXII кръг)
- Паламара (Венец) – Кабиюк (Коньовец) (XXIII кръг)
- Локомотив 2008 (Каспичан) – Паламара (Венец) (XXIV кръг)
- Паламара (Венец) – Стан (Стан) (XXV кръг)
- Лудогорец (Каолиново) – Паламара (Венец) – 3:0 (XXVI кръг)